# Henrikas Daktaras
Henrikas Daktaras né le 12 décembre 1956 est un chef mafieux lituanien.

## Biographie
Sa première condamnation en 1976 pour troubles à l'ordre public lui vaut un an de travaux forcés. Sous le régime soviétique il est envoyé en prison, en centre de détention du KGB et en camp de travail (Goulag), notamment le camp PDK-8 de Kaunas et le camp PDK-5 à Novossibirsk. Impliqué dans une trentaine de meurtres, des enlèvements, la prostitution, le trafic de drogue et le racket, il est dans les années 1990 avec son clan de Kaunas à la tête d'un trafic de voitures de luxe volées qui s'étend à l'échelle européenne et dont la plaque tournante se trouvait à Liège en Belgique. En 2008 il fuit son pays mais sous le coup d'un mandat d'arrêt international, il est arrêté le 11 septembre 2009 à Kranevo en Bulgarie où il se cachait sous un faux nom. Il est extradé le 8 octobre 2009 vers la Lituanie. Son fils a été inculpé en 2004 pour trafic de drogue et blanchiment d'argent avec les États-Unis.